# Turímaco
Turímaco, na mitologia grega, foi o sétimo rei de Sicião, reinando por quarenta e cinco anos, de 1862 a 1817 a.C., sucedendo a Egidro e sendo sucedido por Leucipo. Eusébio se baseou em Castor de Rodes ao descrever os reis de Sicião.
Segundo Pausânias, Turímaco era filho de Egidro, e foi o pai de Leucipo.
No sexto ano do seu reinado, Ínaco tornou-se o primeiro rei dos argivos. No trigésimo ano do seu reinado, a dinastia dos Pastores começa a reinar no Egito.
Isaac Newton criticou a cronologia dos reis de Sicião, atribuída a Timeu e Eratóstenes, calculando que eles reinaram em média de trinta e cinco a quarenta anos (quando um valor mais coerente seria de dezoito a vinte anos); e como os dezoito reis de Sicião (entre Egialeu e Epopeu) não fizeram nada, ele considera que eles nunca existiram, tendo sido inventados pelos cronologistas gregos para colocar a fundação de cidades na Grécia em um tempo bem mais antigo do que o que supôs ser o certo.